# 남광우
남광우(南廣祐, 1920년 3월 10일 ~ 1997년 12월 6일)는 대한민국의 국어학자 겸 수필가이며 대학 교수이다.

## 별칭
아호(雅號)는 난정(蘭汀)이며 수필가로서의 필명(筆名)은 남정(南汀)이다.

## 생애

### 본관(관향)과 출생
본관은 의령(宜寧)이며 경기도 광주 출생이다.

### 업적
그의 업적 가운데서 으뜸은 대한민국 학술 분야에서 우리나라 중세 시대 우리말 어휘를 널리 섭렵한 점이고 이것을 바탕과 토대로 고어사전을 편찬한 업적과 대한민국 한자음에 대한 통시적 연구가 필생의 위업이자 역작이며 어문교육학 정책면에서는 언어학 어휘 능력을 향상토록 가교 역할을 하는 지름길은 다름 아닌 한자어 병행 교육에 있음을 역설하면서 이에 대한 이론화와 실행을 필생의 과업으로 삼아 주력한 점이라 집약을 할 수 있다.
아울러 그는 서울대학교 방계 선배인 이희승 문학박사, 그리고 서울대학교 직속 후배인 국어학자 강신항, 국어학자 정양완, 국사학자 이기백, 국어학자 이기문 등과 아울러 대한민국 학술사에 뚜럿한 업적을 남긴 학자이며 소설가 겸 저술가 선우 휘· 정치가 겸 저술가 선우 연 형제, 박물학자 미승우 등과 아울러 대한민국 교육 저술 분야에도 대폭 간접적 영향을 남긴 저술가이기도 하다.

### 학력
- 경상북도 대구사범학교 졸업
- 서울대학교 국어국문학과 학사
- 중앙대학교 대학원 국어국문학과 문학석사·문학박사

### 소속
- 인하대학교 명예교수

### 이외 경력
- 수원대학교 대우교수
- 한국어문교육연구소 소장
- 한국어문교육연구회 회장
- 연세대학교 전임강사
- 고려대학교 전임강사
- 중앙대학교 전임강사
- 경북대학교 초빙교수
- 강원대학교 초빙교수
- 통일민주당 문화예술행정특임고문(1988년 6월 ~ 1989년 3월)

### 친척 관계
- 사촌 매제: 유창순(劉昌淳, 1931년 일제강점기 강원도 명주군 강릉면에서 출생 ~ 2009년 3월 20일 서울에서 노환으로 인하여 향년 79세로 별세. 국어국문학자 겸 수필가. 본관은 강릉(江陵), 호(號)는 충량(沖凉), 경성제1고보·서울대 국어국문학과 학사·고려대 대학원 국어국문학과 문학석사·문학박사 출신. 연세대학교 명예교수.)
- 사촌 누이동생: 남윤혜(南胤慧)

## 주요 저서

### 저술
- 《국어학 개론》(國語學 槪論, 1965년, 수도출판사, 김완진·안병희·이을환·이기문·이동림·강윤호·유창순 등과 공저.)

## 주요 작품

### 수필
- 《살맛이 있다》(1973년)
- 《동양풍 미색과 이데아(東洋風 美色과 idea)》(1976년)